# Brancaleone degli Andalò
Brancaleone degli Andalò (Bologna, 1220 – Roma, 1258) è stato un politico italiano, Senatore e Capitano del Popolo di Roma.
Nel 1252 una delegazione del popolo romano propose al nobile ghibellino Brancaleone degli Andalò di divenire Senatore di Roma e Capitano del popolo per arbitrare i troppi contrasti tra guelfi e ghibellini e le faide tra famiglie nobili.
Brancaleone accettò a condizione che alcuni nobili delle famiglie romane più importanti si trasferissero a Bologna e fosse "garanzia" di nessun rovesciamento della sua azione.
Il mandato, inizialmente, fu previsto per un triennio.
Fu alleato di Manfredi di Svevia.
Si contrappose alla fazione degli Annibaldi che, mentre il papa Innocenzo IV risiedeva prima a Lione e poi a Perugia, provarono a rafforzare il proprio potere personale in città.

## Biografia
Appartenne ad una nobile famiglia ghibellina bolognese, nella quale diversi membri erano stati podestà, e che di questa attività avevano fatto quasi una professione. Era fratello di Diana degli Andalò e di Loderingo degli Andalò.
Con questo incarico fu inviato a Roma - su richiesta del Comune che intendeva darsi propri ordinamenti, e soprattutto sottrarsi all'anarchia violenta dei baroni - dal Consiglio della sua città nel 1252. Qui fu nominato senatore per un triennio, accettando la carica a patto di ricevere, a garanzia della propria incolumità e indipendenza, alcuni membri di famiglie baronali romane, da trasferire a Bologna fino al 1255.
La richiesta fu accettata e l'Andalò cominciò ad esercitare la sua carica, cercando un difficile equilibrio tra il potere dominante e violento dei baroni, il desiderio della emergente classe borghese di sottrarsi ai baroni e di avere il proprio vescovo con sé e dalla sua parte, e la debolezza del papa soggetto, oltre che alla prepotenza dei baroni, anche alle pressioni degli Angioini da una parte e degli Svevi dall'altra.
Innocenzo IV, papa all'epoca, si era fermato a Perugia, che considerava più sicura, di ritorno dal concilio di Lione. Il Senatore lo sollecitò energicamente a tornare a Roma, e in effetti il papa rientrò nell'Urbe il 6 ottobre 1253, ma non vi rimase a lungo, spostandosi ad Anagni e poi a Napoli per gestire la complicata vicenda della successione di Federico II di Svevia, dove morì il 7 dicembre 1254.
Il successore, Alessandro IV, era nipote di Gregorio IX e personalmente legato ai baroni romani, tramite gli Annibaldi e in particolare Riccardo Annibaldi, anche da parentela. Il conflitto con il Senatore di Roma, la cui missione era appunto quella di arginare e possibilmente abbattere il prepotere baronale, e che per questo era stato anche nominato Capitano del Popolo, carica a Roma ancora inusitata e invece sempre più frequente nelle città municipali, era inevitabile; divenne durissimo, poi, quando il Senatore, fermamente intenzionato a garantire a Roma principi elementari di garanzia dell'ordine pubblico contro le prepotenze baronali, e ad introdurvi principi di governo popolare come la presenza di borghesi rappresentanti delle Arti e dei Rioni nel Consiglio cittadino, nel maggio 1255 accusò Oddone Colonna come "ribelle dell'Urbe" e fu per questo assalito in Campidoglio. Se la cavò, lì per lì, ma in novembre fu nuovamente aggredito, e stavolta catturato e imprigionato per alcuni mesi nel castello di Passerano. Alla fine il papa lo fece liberare in cambio degli ostaggi ancora trattenuti a Bologna.
Nella primavera successiva tuttavia Roma assisteva ad un'altra sommossa contro gli Annibaldi e il nuovo Senatore imposto dai nobili, un Maggi bresciano che veniva deposto e ucciso nel maggio 1257. Brancaleone degli Andalò tornò così a Roma, richiamato dal Comune, a continuare il suo lavoro: fece impiccare due Annibaldi, distruggere un centinaio di torri baronali, avviare una trattativa con Manfredi alla ricerca di una più forte impronta ghibellina nella politica estera; queste misure molto energiche suggerirono al papa di ritirarsi prima a Viterbo e poi ad Anagni.
Il Senatore morì nell'estate del 1258 - durante una missione a Corneto per assicurare a Roma il rifornimento di grano - forse di veleno, forse, più banalmente, di malaria. 
Rimase comunque nella memoria del popolo romano, che ne pose la testa in un reliquiario conservato in Campidoglio, come una specie di santo laico:
(Vitale, op. cit. pag. 120)